# Entrée de ballet
In Frankreich galt Mitte des 17. Jahrhunderts ein Entrée de ballet als Auftritt der Tänzer zu einer Ballett-Szene oder als jene Szene an sich. Entrée genannt wurde ebenso die Musik hierzu oder alleine als Zwischenspiel.
Während der Regentschaft von Ludwig XIV. vollzog sich beim Ballet de cour ein Übergang vom höfischen Tanz von Paaren bei einem Ball, hin zu Aufführungen, in denen Rollen gespielt wurden, zunehmend von professionellen Tänzern und Musikern. Ging es beim Ball darum, sich zu zeigen, tat es das Ballet nicht ohne Verkleidung. Wurde dabei anfangs noch treulich eine Erzählung umgesetzt (z. B. Ballet de Cassandre), folgten beim Ballet à Entrées mit karnevalesker Maskerade die durch ein Thema vorgegebenen Ereignisse aufeinander (z. B. Ballet de l'Impatience). Gewöhnlich legte der Komponist der Musik auch die Schritte eines Entrées fest. Zu den umfangreichsten Aufführungen gehörte das am 23. Februar 1653 getanzte Ballet royal de la Nuit mit 45 Entrées. Durchschnittlich hatte deren ein ballet royal 30 und ein grand ballet 20.
Der Begriff Entrée wurde im 18. Jahrhundert auch im Sinne eines Aktes der Opéra-ballet (Ballettoper) weiter verwendet, wie z. B. in Les Indes galantes und anderen Werken von Jean-Philippe Rameau.